# Final de la Liga de Campeones de la OFC 2017
La final de la Liga de Campeones de la OFC 2017 fue la serie de encuentros que decidió al campeón de dicha competición y representante de la Confederación de Fútbol de Oceanía en la Copa Mundial de Clubes de la FIFA 2017. Volvió a tener lugar con el formato de ida y vuelta luego de que los partidos decisivos de las ediciones de 2015 y 2016 se disputaran en un solo encuentro.
La disputaron por tercera vez consecutiva el Auckland City y el Team Wellington, ambos de Nueva Zelanda. Tanto en 2015 como en 2016 fue el elenco de Auckland el que se había llevado el título. Fue además la octava final —sexta consecutiva— para los Navy Blues. La ida se disputó el 30 de abril en el Kiwitea Street de Auckland y la vuelta el 7 de mayo en el David Farrington Park de Wellington. En ambos encuentro venció el Auckland, que se proclamó campeón al ganar por 5-0 en el resultado global.

## Resumen

### Ida
El encuentro desde el principio estuvo marcado por un amplio dominio del Auckland City. A los 19 minutos de la primera etapa, João Moreira quedó mano a mano frente al arquero del Team Wellington, Scott Basalaj, y éste lo derribó cometiéndole falta dentro del área. El delantero portugués se hizo cargo del penal y convirtió el 1-0. A los 28 minutos Moreira conectó un centro de Clayton Lewis y marcó el 2-0. A este instante el equipo visitante había tenido algunas chances, que comenzaron a ser cada vez más esporádicas a medida que avanzaba el encuentro. En la segunda mitad del partido Basalaj se destacó aún más conteniendo las chances del equipo local, que a los 76 minutos volvió a conseguir un penal tras una falta de Guillermo Moretti sobre João Moreira. Sin embargo, en esta ocasión el arquero wellingtoniano detuvo el tiro del portugués. Sobre el final del cotejo una serie de pases entre Fabrizio Tavano, Lewis, Moreira y Ryan de Vries terminó con este último anotando el 3-0 definitivo.

### Vuelta
Luego de un primer tiempo en el que hubo pocas chances, siendo la mayoría de ellas para el Auckland City, en el segundo a los 63 minutos de Vries quedó solo frente a Basalaj luego de un pelotazo y anotó el 1-0 para el equipo visitante. A los 76 Tade recibió el balón en el borde el área grande y realizó un remate que se colgó del ángulo, lo que decretó el 2-0 definitivo, y el 5-0 global. Posteriormente el Wellington tendría algunas llegadas ninguna puso en riesgo la valla invicta de Eñaut Zubikarai.

## Camino a la final

### Auckland City
| Fecha                                                                | Fase      | Sede                     | Equipo                        | Equipo         | Resultado | Equipo                        | Equipo            |
| -------------------------------------------------------------------- | --------- | ------------------------ | ----------------------------- | -------------- | --------- | ----------------------------- | ----------------- |
| 11 de marzo                                                          | Grupo C   | Centre Park, Auckland    | Bandera de Islas Salomón      | Western United | 1 - 2     | Bandera de Nueva Zelanda      | Auckland City     |
| 14 de marzo                                                          | Grupo C   | Centre Park, Auckland    | Bandera de Nueva Zelanda      | Auckland City  | 2 - 0     | Bandera de Papúa Nueva Guinea | Lae City Dwellers |
| 17 de marzo                                                          | Grupo C   | Centre Park, Auckland    | Bandera de Nueva Zelanda      | Auckland City  | 11 - 0    | Bandera de Vanuatu            | Malampa Revivors  |
| Auckland City avanzó a semifinales primero de su grupo con 9 puntos. |           |                          |                               |                |           |                               |                   |
| 8 de abril                                                           | Semifinal | Louis Ganivet, Faa'a     | Bandera de Polinesia Francesa | Tefana         | 0 - 2     | Bandera de Nueva Zelanda      | Auckland City     |
| 16 de abril                                                          | Semifinal | Kiwitea Street, Auckland | Bandera de Nueva Zelanda      | Auckland City  | 2 - 0     | Bandera de Polinesia Francesa | Tefana            |
| Auckland City avanzó a la final tras ganar por un global de 4-0.     |           |                          |                               |                |           |                               |                   |

### Team Wellington
| Fecha                                                                  | Fase      | Sede                         | Equipo                     | Equipo          | Resultado | Equipo                     | Equipo          |
| ---------------------------------------------------------------------- | --------- | ---------------------------- | -------------------------- | --------------- | --------- | -------------------------- | --------------- |
| 26 de febrero                                                          | Grupo B   | Stade Yoshida, Koné          | Bandera de Islas Cook      | Puaikura        | 1 - 4     | Bandera de Nueva Zelanda   | Team Wellington |
| 1 de marzo                                                             | Grupo B   | Stade Yoshida, Koné          | Bandera de Nueva Zelanda   | Team Wellington | 3 - 1     | Bandera de Nueva Caledonia | Hienghène Sport |
| 4 de marzo                                                             | Grupo B   | Stade Yoshida, Koné          | Bandera de Nueva Zelanda   | Team Wellington | 8 - 0     | Bandera de Fiyi            | Ba              |
| Team Wellington avanzó a semifinales primero de su grupo con 9 puntos. |           |                              |                            |                 |           |                            |                 |
| 8 de abril                                                             | Semifinal | Numa-Daly, Numea             | Bandera de Nueva Caledonia | Magenta         | 2 - 2     | Bandera de Nueva Zelanda   | Team Wellington |
| 20 de abril                                                            | Semifinal | David Farrington, Wellington | Bandera de Nueva Zelanda   | Team Wellington | 7 - 1     | Bandera de Nueva Caledonia | Magenta         |
| Team Wellington avanzó a la final tras ganar por un global de 9-3.     |           |                              |                            |                 |           |                            |                 |

## Ida
| 1     | Guardameta     | Eñaut Zubikarai  |       |
| 9     | Defensa        | Darren White     |       |
| 16    | Defensa        | Daewook Kim      |       |
| 5     | Defensa        | Ángel Berlanga   |       |
| 3     | Defensa        | Takuya Iwata     |       |
| 4     | Centrocampista | Mario Bilen      | 77'   |
| 8     | Centrocampista | Albert Riera     |       |
| 6     | Centrocampista | Cameron Howieson |       |
| 20    | Delantero      | Emiliano Tade    | 65'   |
| 17    | Delantero      | João Moreira     | 90+2' |
| 16    | Delantero      | Clayton Lewis    |       |
| D. T. | D. T.          | Ramon Tribulietx |       |

| 1     | Guardameta     | Scott Basalaj     |     |
| 5     | Defensa        | Bill Robertson    |     |
| 2     | Defensa        | Justin Gulley     |     |
| 4     | Defensa        | Guillermo Moretti |     |
| 19    | Centrocampista | Josh Margetts     | 81' |
| 7     | Centrocampista | Leonardo Villa    | 77' |
| 12    | Centrocampista | Andrew Bevin      |     |
| 11    | Centrocampista | Mario Barcia      |     |
| 15    | Centrocampista | Joel Stevens      |     |
| 18    | Delantero      | Nicolas Zambrano  | 61' |
| 9     | Delantero      | Tom Jackson       |     |
| D. T. | D. T.          | José Figueira     |     |

| 10 | Delantero      | Ryan de Vries   | 65'   |
| 11 | Delantero      | Fabrizio Tavano | 77'   |
| 7  | Centrocampista | Reid Drake      | 90+2' |

| 16 | Delantero      | Ben Harris            | 61' |
| 21 | Centrocampista | Niko Kirwan           | 77' |
| 10 | Delantero      | Nathanael Hailemariam | 81' |

| Anotado · Penal | 19' | João Moreira  | 1 – 0 |
| Anotado         | 28' | João Moreira  | 2 – 0 |
| Anotado         | 89' | Ryan de Vries | 3 – 0 |

| Amonestado | 24' | Albert Riera |

| Amonestado | 19' | Scott Basalaj     |
| Amonestado | 76' | Guillermo Moretti |
| Amonestado | 83' | Ben Harris        |

| Árbitro             | Nick Waldron        |
| Árbitros asistentes | Glen Lochrie        |
| Árbitros asistentes | Folio Moeaki        |
| Cuarto árbitro      | Campbell-Kirk Waugh |

| 1     | Guardameta     | Eñaut Zubikarai  |       |
| 9     | Defensa        | Darren White     |       |
| 16    | Defensa        | Daewook Kim      |       |
| 5     | Defensa        | Ángel Berlanga   |       |
| 3     | Defensa        | Takuya Iwata     |       |
| 4     | Centrocampista | Mario Bilen      | 77'   |
| 8     | Centrocampista | Albert Riera     |       |
| 6     | Centrocampista | Cameron Howieson |       |
| 20    | Delantero      | Emiliano Tade    | 65'   |
| 17    | Delantero      | João Moreira     | 90+2' |
| 16    | Delantero      | Clayton Lewis    |       |
| D. T. | D. T.          | Ramon Tribulietx |       |

| 1     | Guardameta     | Scott Basalaj     |     |
| 5     | Defensa        | Bill Robertson    |     |
| 2     | Defensa        | Justin Gulley     |     |
| 4     | Defensa        | Guillermo Moretti |     |
| 19    | Centrocampista | Josh Margetts     | 81' |
| 7     | Centrocampista | Leonardo Villa    | 77' |
| 12    | Centrocampista | Andrew Bevin      |     |
| 11    | Centrocampista | Mario Barcia      |     |
| 15    | Centrocampista | Joel Stevens      |     |
| 18    | Delantero      | Nicolas Zambrano  | 61' |
| 9     | Delantero      | Tom Jackson       |     |
| D. T. | D. T.          | José Figueira     |     |

| 10 | Delantero      | Ryan de Vries   | 65'   |
| 11 | Delantero      | Fabrizio Tavano | 77'   |
| 7  | Centrocampista | Reid Drake      | 90+2' |

| 16 | Delantero      | Ben Harris            | 61' |
| 21 | Centrocampista | Niko Kirwan           | 77' |
| 10 | Delantero      | Nathanael Hailemariam | 81' |

| Anotado · Penal | 19' | João Moreira  | 1 – 0 |
| Anotado         | 28' | João Moreira  | 2 – 0 |
| Anotado         | 89' | Ryan de Vries | 3 – 0 |

| Amonestado | 24' | Albert Riera |

| Amonestado | 19' | Scott Basalaj     |
| Amonestado | 76' | Guillermo Moretti |
| Amonestado | 83' | Ben Harris        |

| Árbitro             | Nick Waldron        |
| Árbitros asistentes | Glen Lochrie        |
| Árbitros asistentes | Folio Moeaki        |
| Cuarto árbitro      | Campbell-Kirk Waugh |

## Vuelta
| 1     | Guardameta     | Scott Basalaj     |     |
| 6     | Defensa        | Taylor Schrijvers | 43' |
| 2     | Defensa        | Justin Gulley     |     |
| 5     | Defensa        | Bill Robertson    |     |
| 19    | Centrocampista | Josh Margetts     |     |
| 7     | Centrocampista | Leonardo Villa    |     |
| 12    | Centrocampista | Andrew Bevin      | 88' |
| 11    | Centrocampista | Mario Barcia      | 78' |
| 15    | Centrocampista | Joel Stevens      |     |
| 16    | Delantero      | Ben Harris        |     |
| 9     | Delantero      | Tom Jackson       |     |
| D. T. | D. T.          | José Figueira     |     |

| 1     | Guardameta     | Eñaut Zubikarai  |     |
| 9     | Defensa        | Darren White     |     |
| 16    | Defensa        | Daewook Kim      | 85' |
| 5     | Defensa        | Ángel Berlanga   |     |
| 3     | Defensa        | Takuya Iwata     |     |
| 4     | Centrocampista | Mario Bilen      |     |
| 8     | Centrocampista | Albert Riera     |     |
| 6     | Centrocampista | Cameron Howieson |     |
| 20    | Delantero      | Emiliano Tade    | 87' |
| 17    | Delantero      | João Moreira     | 40' |
| 16    | Delantero      | Clayton Lewis    |     |
| D. T. | D. T.          | Ramon Tribulietx |     |

| 4  | Defensa        | Guillermo Moretti | 43' |
| 21 | Centrocampista | Niko Kirwan       | 78' |
| 17 | Centrocampista | Sam Blackburn     | 88' |

| 10 | Delantero | Ryan de Vries   | 40' |
| 23 | Defensa   | Marko Dordevic  | 85' |
| 11 | Delantero | Fabrizio Tavano | 87' |

| Anotado | 63' | Ryan de Vries | 0 – 1 |
| Anotado | 76' | Emiliano Tade | 0 – 2 |

| Amonestado | 25' | Mario Barcia |
| Amonestado | 74' | Ben Harris   |

| Amonestado | 54' | Takuya Iwata  |
| Amonestado | 58' | Darren White  |
| Amonestado | 73' | Emiliano Tade |

| Árbitro             | Norbert Hauata |
| Árbitros asistentes | Philippe Revel |
| Árbitros asistentes | Bertrand Brial |
| Cuarto árbitro      | Kader Zitouni  |

| 1     | Guardameta     | Scott Basalaj     |     |
| 6     | Defensa        | Taylor Schrijvers | 43' |
| 2     | Defensa        | Justin Gulley     |     |
| 5     | Defensa        | Bill Robertson    |     |
| 19    | Centrocampista | Josh Margetts     |     |
| 7     | Centrocampista | Leonardo Villa    |     |
| 12    | Centrocampista | Andrew Bevin      | 88' |
| 11    | Centrocampista | Mario Barcia      | 78' |
| 15    | Centrocampista | Joel Stevens      |     |
| 16    | Delantero      | Ben Harris        |     |
| 9     | Delantero      | Tom Jackson       |     |
| D. T. | D. T.          | José Figueira     |     |

| 1     | Guardameta     | Eñaut Zubikarai  |     |
| 9     | Defensa        | Darren White     |     |
| 16    | Defensa        | Daewook Kim      | 85' |
| 5     | Defensa        | Ángel Berlanga   |     |
| 3     | Defensa        | Takuya Iwata     |     |
| 4     | Centrocampista | Mario Bilen      |     |
| 8     | Centrocampista | Albert Riera     |     |
| 6     | Centrocampista | Cameron Howieson |     |
| 20    | Delantero      | Emiliano Tade    | 87' |
| 17    | Delantero      | João Moreira     | 40' |
| 16    | Delantero      | Clayton Lewis    |     |
| D. T. | D. T.          | Ramon Tribulietx |     |

| 4  | Defensa        | Guillermo Moretti | 43' |
| 21 | Centrocampista | Niko Kirwan       | 78' |
| 17 | Centrocampista | Sam Blackburn     | 88' |

| 10 | Delantero | Ryan de Vries   | 40' |
| 23 | Defensa   | Marko Dordevic  | 85' |
| 11 | Delantero | Fabrizio Tavano | 87' |

| Anotado | 63' | Ryan de Vries | 0 – 1 |
| Anotado | 76' | Emiliano Tade | 0 – 2 |

| Amonestado | 25' | Mario Barcia |
| Amonestado | 74' | Ben Harris   |

| Amonestado | 54' | Takuya Iwata  |
| Amonestado | 58' | Darren White  |
| Amonestado | 73' | Emiliano Tade |

| Árbitro             | Norbert Hauata |
| Árbitros asistentes | Philippe Revel |
| Árbitros asistentes | Bertrand Brial |
| Cuarto árbitro      | Kader Zitouni  |

| Bandera de Nueva Zelanda        |
| Campeón Auckland City 9º título |